# Panicum nigerense
Panicum nigerense är en gräsart som beskrevs av Albert Spear Hitchcock. Panicum nigerense ingår i släktet vipphirser, och familjen gräs. Inga underarter finns listade i Catalogue of Life.